# Eerste divisie (vrouwenhandbal) 2014/15
De Eerste divisie is de op een na hoogste afdeling van het Nederlandse handbal bij de vrouwen op landelijk niveau. In het seizoen 2015/2016 werd Klink Nijland/Kwiek kampioen en promoveerde als enige team naar de eredivisie. Nieuwegein en WPK/Westlandia degradeerden naar de Tweede Divisie.

## Opzet
- Nummer 1 promoveert naar de eredivisie.
- Nummer 13 en 14 degraderen naar de tweede divisie.
- De vier periodewinnaars spelen een nacompetitie voor eventuele promotie naar de eredivisie.

## Teams
| Club                   | Plaats     | Provincie     | Trainer           | Hal                     |
| ---------------------- | ---------- | ------------- | ----------------- | ----------------------- |
| FIQAS/Aalsmeer         | Aalsmeer   | Noord-Holland | Herman Schaap     | De Bloemhof             |
| Bentelo                | Bentelo    | Overijssel    | Arjan Avrink      | de Pol                  |
| Targos Bevo HC         | Panningen  | Limburg       | Osvaldo Gomes     | De Heuf                 |
| Borhave                | Borne      | Overijssel    | Louis Degens      | Sporthal ’t Wooldrik    |
| DSVD                   | Deurningen | Overijssel    | Herman Keppels    | Sporthal 't Hoge Vonder |
| GOconnectIT/Fortissimo | Cothen     | Utrecht       | Kees Boomhouwer   | Kersenakker/Cothen      |
| Klink Nijland/Kwiek    | Raalte     | Overijssel    | Arthur Langedijk  | Brilman                 |
| Nieuwegein             | Nieuwegein | Utrecht       | Rik Louw          | Galecop                 |
| PSV                    | Eindhoven  | Noord-Brabant | Marc van de Walle | de Vijfkamp             |
| Virto/Quintus 2        | Kwintsheul | Zuid-Holland  | Nicole Grandazzi  | Van de Voorthal         |
| Westfriesland/SEW 2    | Nibbixwoud | Noord-Holland | Jacco Noordhoek   | Westfrieslandhal        |
| United Breda           | Breda      | Noord-Brabant | Moshen Daghrir    | Haagse Beemden          |
| VENECO VELO            | Wateringen | Zuid-Holland  | Jos Klepke        | VELO hal                |
| WPK/Westlandia         | Naaldwijk  | Zuid-Holland  | Richard Rijkers   | De Pijl                 |

## Stand
| Pos | Club                   | Wed | W  | G | V  | Ptn | DV  | DT  | +/−  | Opmerking                              |
| --- | ---------------------- | --- | -- | - | -- | --- | --- | --- | ---- | -------------------------------------- |
| 1   | Klink Nijland/Kwiek    | 26  | 21 | 1 | 4  | 43  | 674 | 552 | +122 | Rechtstreekse promotie naar eredivisie |
| 2   | Borhave                | 26  | 18 | 3 | 5  | 39  | 729 | 587 | +142 |                                        |
| 3   | Virto/Quintus 2        | 26  | 17 | 4 | 5  | 38  | 723 | 614 | +109 |                                        |
| 4   | GOconnectIT/Fortissimo | 26  | 17 | 4 | 5  | 38  | 723 | 614 | +109 |                                        |
| 5   | PSV                    | 26  | 15 | 2 | 9  | 32  | 648 | 628 | +20  |                                        |
| 6   | Targos Bevo HC         | 26  | 14 | 3 | 9  | 31  | 685 | 640 | +45  |                                        |
| 7   | DSVD                   | 26  | 13 | 3 | 10 | 29  | 636 | 639 | -3   |                                        |
| 8   | FIQAS/Aalsmeer         | 26  | 11 | 3 | 12 | 25  | 619 | 621 | -2   |                                        |
| 9   | Bentelo                | 26  | 9  | 4 | 13 | 22  | 648 | 643 | +5   |                                        |
| 10  | United Breda           | 26  | 9  | 2 | 15 | 20  | 607 | 640 | -33  |                                        |
| 11  | Westfriesland/SEW 2    | 26  | 9  | 0 | 17 | 18  | 561 | 626 | -65  |                                        |
| 12  | VENECO VELO            | 26  | 6  | 1 | 19 | 13  | 572 | 662 | -90  |                                        |
| 13  | WPK/Westlandia         | 26  | 3  | 3 | 20 | 9   | 540 | 682 | -142 | Degradatie naar tweede divisie         |
| 14  | Nieuwegein             | 26  | 3  | 1 | 22 | 7   | 551 | 716 | -165 | Degradatie naar tweede divisie         |

## Nacompetitie
- Borhave wint de nacompetitie en verloor in een "Best of Two" serie van E&O voor promotie naar eredivisie.

| 26 april 2015 | Borhave | 23 - 24 | E&O |

| 2 mei 2015 | E&O | 30 - 18 | Borhave |